# Chlöe Howl
Pour les articles homonymes, voir Howl (homonymie).
Chlöe Howl, nom d'artiste de Chlöe Louise Howells (née le 4 mars 1995 en Angleterre) est une autrice-compositrice-interprète britannique.

## Biographie
L'utilisation inhabituelle du tréma au-dessus du O dans son nom serait une erreur de ses parents sur son acte de naissance. Son père est originaire du Pays de Galles et sa mère est anglaise. Elle grandit dans le village de Holyport, près de Maidenhead, dans le Berkshire. Elle est élève de l'école primaire de Holyport, puis l'Altwood Church of England School. À 10 ans, elle enregistre et vend son propre CD de Noël (chantant All I Want for Christmas Is You) pour aider à collecter des fonds pour son école primaire.
Howl quitte l'école à 16 ans et signe un contrat d'enregistrement avec Columbia Records peu de temps après. Pendant une brève période, elle travaille dans un bureau, mais passe une grande partie des trois années suivantes à écrire et à enregistrer des chansons pour son premier album.
Le 4 mars 2013, son premier EP, Rumour, sort en téléchargement gratuit. En juin 2013, elle sort la vidéo de son premier single, No Strings. Elle sort un deuxième EP, No Strings, le 26 août. No Strings fait partie de la bande originale du film Kick-Ass 2. Le 9 décembre 2013, son deuxième single, Paper Heart, sort.
Howl est embauchée pour la première partie de Bastille et Alex Clare et a l'opportunité de travailler avec des producteurs tels qu'Eg White et Richard X. En prévision de son premier album, le 2 décembre 2013, elle est nommée pour le BBC Sound of 2014. Le 5 décembre 2013, elle est présélectionnée pour les Brit Awards 2014 : Choix des critiques, terminant finalement derrière Sam Smith. Howl est incluse dans la liste des nouveaux artistes 2014 par iTunes, avec MØ, Sam Smith et Dan Croll. Howl est la première partie d'Ellie Goulding lors de certains de ses spectacles de 2014 en Europe. En mars 2014, elle  présente Rumour comme troisième single.[citation nécessaire]
Son premier album studio Chlöe Howl devait sortir en 2014 chez Columbia Records (Sony Music), mais en avril 2015, on annonce qu'elle avait quitté Sony Music. Elle sort un nouveau single Bad Dream chez le label indépendant Heavenly Recordings en avril 2015. En mai 2015, elle s'associe à la maison de couture Fendi pour modéliser sa nouvelle gamme de lunettes de soleil Orchidea. En juin 2016, elle apparaît aux côtés d'Ella Eyre dans une vidéo faisant la promotion de la console portable Nintendo 3DS.
Son single, Magnetic, sort le 16 juin 2017, suivi de Do It Alone le 26 octobre 2017. Howl sort Work le 4 octobre 2018, le premier single de son EP du même nom, sorti le 29 novembre 2018. Howl sort Millionaire le 7 mars 2019. Howl sort In the Middle (Sad Banger) le 7 juin 2019.

## Discographie
EPs
- 2013 : Rumour
- 2013 : No Strings
- 2013 : Paper Heart
- 2014 : Rumour(US Version)
- 2018 : Work

Singles
- 2013 : No Strings
- 2013 : No Strings
- 2014 : Rumour
- 2014 : Disappointed
- 2015 : Bad Dream
- 2017 : Magnetic
- 2017 : Do It Alone
- 2018 : Work
- 2018 : 23
- 2019 : Millionaire
- 2019 : In the Middle (Sad Banger)